# Каменка
Каменка (рус. Каменка) град је у Русији у Пензенској области. Према попису становништва из 2010. у граду је живело 39577 становника.

## Становништво
| 1939. | 1959.  | 1970.  | 1979.  | 1989.  | 2002.  | 2010.  |
| ----- | ------ | ------ | ------ | ------ | ------ | ------ |
| 8.265 | 25.219 | 30.067 | 35.274 | 40.134 | 40.712 | 39.577 |